# Supercopa do Brasil de Futsal de 2017
A Supercopa do Brasil de Futsal de 2017 foi a segunda edição desta competição realizada anualmente pela Confederação Brasileira de Futebol de Salão e reuniu os Campeões da Liga Nacional de 2016 e da Taça Brasil de Futsal de 2016 na definição da vaga brasileira na Copa Libertadores de Futsal de 2017.

## Participantes
| Clube          | Cidade         | Classificação                            | Classificação | Participação | Melhor Resultado |
| -------------- | -------------- | ---------------------------------------- | ------------- | ------------ | ---------------- |
| Corinthians    | São Paulo      | Campeão da Liga Nacional de 2016         | [ 2 ]         | 1ª           | estreante        |
| Carlos Barbosa | Carlos Barbosa | Campeão da Taça Brasil de Futsal de 2016 | [ 3 ]         | 2ª           | Campeão (2016)   |

## Transmissão

### Televisão
- Brasil: SporTV

## Supercopa do Brasil de Futsal
| 4 de abril de 2016 | Carlos Barbosa  | 2 – 1 | Corinthians    | Centro Municipal de Eventos Sérgio Luiz Guerra, Carlos Barbosa-RS |
|                    | Marlon · Deives | [ 4 ] | Vander Carioca |                                                                   |

|  | C. Barbosa | Corinthians |

## Premiação
| Supercopa do Brasil de 2017        |
| ---------------------------------- |
| Carlos Barbosa Campeão (1º título) |